# Marella Explorer 2
Die Marella Explorer 2 ist ein Kreuzfahrtschiff der Reederei Marella Cruises und das Typschiff der Century-Klasse. Es entstand als Century für die Reederei Celebrity Cruises auf der Papenburger Meyer Werft und wurde im Jahr 1995 in Dienst gestellt.

## Geschichte

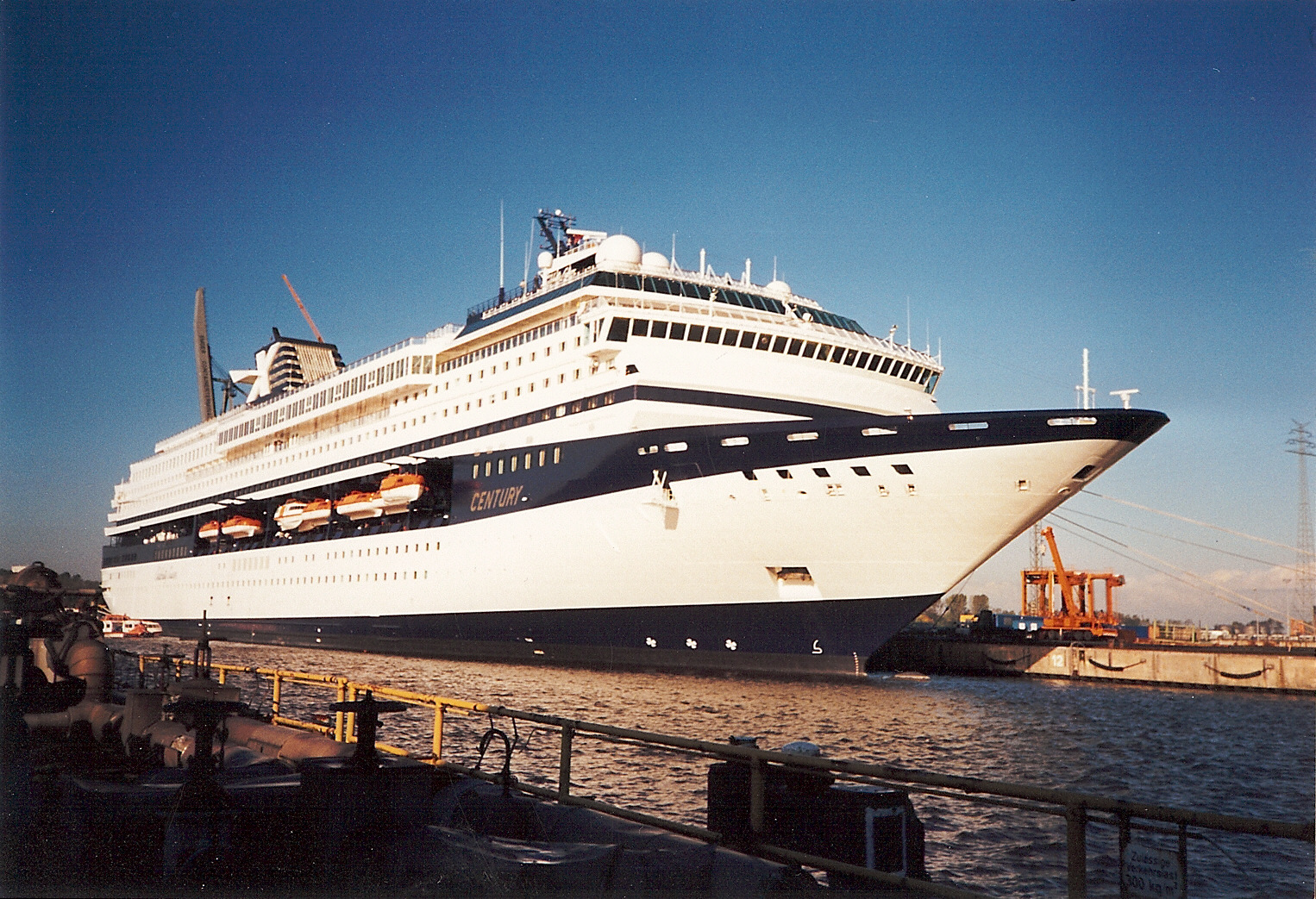
Kreuzfahrtschiff Century am Ausrüstungskai in Emden (1995)

### Celebrity Cruises
Das Schiff wurde 1995 auf der Meyer-Werft in Papenburg (Deutschland) als Century für Celebrity Cruises gebaut und verließ am 2. Oktober 1995 das Baudock. Am 26. Oktober 1995 wurde es getauft und am folgenden Tag über die Ems in die Nordsee überführt. Am 30. November 1995 folgte die Übergabe an den Auftraggeber. In Dienst gestellt wurde es am 20. Dezember 1995. Im April 2006 wurde das Schiff während einer fünfwöchigen Trockendock-Periode auf der Ficantieri-Werft in Palermo (Italien) modernisiert und im Februar 2008 in Celebrity Century umbenannt.

### SkySea Cruises
2013 wurde zunächst bekanntgegeben, dass Celebrity Cruises das Schiff 2015 an CDF Croisières de France abgeben würde, die es als Century einsetzen wollten.
Allerdings gab der Eigentümer Royal Caribbean Cruises im Jahr 2014 bekannt, das Schiff an die chinesische CTrip Holding mit Übergabe 2015 verkauft zu haben. Später wurde bekannt, dass das Schiff ab Mai 2015 als SkySea Golden Era der neu gegründeten Marke SkySea Cruises, eines Joint Ventures von Royal Caribbean Cruises, CTrip und Stone Capital eingesetzt werden würde. Ende September 2014 wurde das Schiff auf das Celebrity-Cruises-Tochterunternehmen Exquisite Marine und direkt danach auf Hong Kong Skysea Investment übertragen. Die letzte Kreuzfahrt als Celebrity Century endete am 19. April 2015 in Singapur, anschließend wurde das Schiff bei der Sembawang-Werft umgebaut. Ende April erhielt das Schiff seinen neuen Namen und lief am 29. Mai zu seiner ersten Kreuzfahrt aus. Anfang September 2018 stellte SkySea Cruises den Betrieb der SkySea Golden Era ein und die Marke wurde aufgegeben.

### Marella Cruises
Ende Januar 2019 erwarb das TUI-Tochterunternehmen TUI UK das Schiff. Von Januar bis März 2019 wurde das Schiff in Cádiz für den Einsatz bei Marella Cruises umgebaut und im Februar in Marella Explorer 2 umbenannt. Die Marella Explorer 2 wurde am 30. März 2019 in Málaga getauft und lief am 2. April 2019 zur Jungfernfahrt aus. Das Schiff ersetzte dabei die Mein Schiff 2, die ursprünglich ab 2019 die Flotte von Marella Cruises ergänzen sollte. Ende September 2020 wurde das Schiff auf Marella Cruises übertragen.

## Schwesterschiffe
Die Marella Explorer 2 ist das Typschiff der Century-Klasse. Schwesterschiffe sind die ebenfalls von Marella Cruisese eingesetzten Marella Explorer (ehem. Galaxy, ehem. Mein Schiff 1) und die Marella Voyager (ehem. Mercury, ehem. Mein Schiff 2). Das erstgenannte Schiff ist 17 Meter, das letztgenannte 16 Meter länger.